# Balázs Szegedy
Balázs Szegedy, né le 22 juin 1974 à Budapest, est un mathématicien hongrois dont les recherches portent sur la combinatoire et la théorie des graphes .

## Biographie
Szegedy a obtenu une maîtrise en 1998 et un doctorat en 2003 à l'Université Loránd Eötvös de Budapest. Sa thèse, dirigée par Péter Pál Pálfy, porte sur la théorie des groupes et est intitulée Sur les sous-groupes Sylow et de Borel des groupes. Szegedy est chercheur à l' Institut de mathématiques Alfréd Rényi jusqu'en 2003, puis de 2003 à 2005 Fellow post-doctoral à Microsoft Research et membre  de l' Institute for Advanced Study en 2005-2006 ; il rejoint  l'Université de Toronto à Scarborough en 2006, d'abord comme professeur assistant (2006-2011), puis comme professeur associé (2011-2013). Il est retourné à l'Institut Rényi en 2013. 

## Recherche
Szegedy a développé une théorie des structures d'ordre supérieur dans les groupes abéliens compacts, qu'il a appelée « analyse de Fourier d'ordre supérieur ». Avec László Lovász, il a développé une théorie des limites dee suite de graphes denses (graphes limites décrits par des fonctions réelles en deux variables, qu'ils ont appelées graphons). Le domaine a également des liens avec la théorie ergodique. 

## Prix et distinctions
- 2002 : Szegedy obtient le prix commémoratif Géza Grünwald pour les jeunes chercheurs de la Société mathématique de Hongrie[1].
- 2009 : Szegedy est l'un des deux lauréats du prix européen de combinatoire[5].
- 2010 : Il devient Sloan Fellow[6].
- 2010 : Avec László Lovász, il est lauréat du prix Fulkerson, pour leur travail commun sur les limites des graphes[7].
- 2013 : Szegedy est lauréat 2013 du prix Coxeter-James de la Société mathématique du Canada[8].
- 2018, Szegedy est conférencier invité au Congrès international des mathématiciens de Rio de Janeiro (titre de sa conférence From graph limits to higher order Fourier analysis).